# Artroskopie
Artroskopie je jednoduchý operační zákrok. Je to vyšetřovací a léčebná metoda, díky níž si může lékař kloub přímo prohlédnout a pomocí endoskopického nástroje v něm provést chirurgický zákrok.